# Elitserien i baseboll 1995
Elitserien i baseboll 1995 var den för 1995 års säsong högsta serien i baseboll i Sverige. Totalt deltog 12 lag i serien som var uppdelad i två grupper - en norr- och en södergrupp - med sex lag i varje. Inom varje grupp spelade lagen mot varandra fyra gånger vilket innebar 20 omgångar. Därefter gick de fyra bästa i varje grupp vidare till slutspel, medan de två sämsta i varje grupp gick till en nedflyttningsserie där de två sämsta flyttades ner.

## Grundserien

### Norra gruppen
| Nr | Lag        | Matcher | Vunna | Förlorade | Vinstprocent |
| -- | ---------- | ------- | ----- | --------- | ------------ |
| 1  | Skellefteå | 20      | 18    | 2         | 0.900        |
| 2  | Leksand    | 19      | 17    | 2         | 0.895        |
| 3  | Sundsvall  | 19      | 9     | 10        | 0.474        |
| 4  | Rättvik    | 19      | 8     | 11        | 0.421        |
| 5  | Gefle      | 19      | 4     | 15        | 0.211        |
| 6  | Nälsta     | 18      | 1     | 17        | 0.056        |

### Södra gruppen
| Nr | Lag        | Matcher | Vunna | Förlorade | Vinstprocent |
| -- | ---------- | ------- | ----- | --------- | ------------ |
| 1  | Sundbyberg | 20      | 15    | 5         | 0.750        |
| 2  | Alby       | 20      | 15    | 5         | 0.750        |
| 3  | Sölvesborg | 20      | 14    | 6         | 0.700        |
| 4  | Westerås   | 20      | 6     | 14        | 0.300        |
| 5  | Kungsängen | 20      | 6     | 14        | 0.300        |
| 6  | Eskilstuna | 20      | 4     | 16        | 0.200        |

## Slutspel

### Kvartsfinal
| Nr | Lag        | Matcher | Vunna | Förlorade | Vinstprocent |
| -- | ---------- | ------- | ----- | --------- | ------------ |
| 1  | Skellefteå | 3       | 3     | 0         | 1.000        |
| 2  | Westerås   | 3       | 0     | 3         | 0.000        |

| Nr | Lag        | Matcher | Vunna | Förlorade | Vinstprocent |
| -- | ---------- | ------- | ----- | --------- | ------------ |
| 1  | Leksand    | 3       | 3     | 0         | 1.000        |
| 2  | Sölvesborg | 3       | 0     | 3         | 0.000        |

| Nr | Lag        | Matcher | Vunna | Förlorade | Vinstprocent |
| -- | ---------- | ------- | ----- | --------- | ------------ |
| 1  | Sundbyberg | 3       | 3     | 0         | 1.000        |
| 2  | Sundsvall  | 3       | 0     | 3         | 0.000        |

| Nr | Lag     | Matcher | Vunna | Förlorade | Vinstprocent |
| -- | ------- | ------- | ----- | --------- | ------------ |
| 1  | Alby    | 5       | 3     | 2         | 0.600        |
| 2  | Rättvik | 5       | 2     | 3         | 0.400        |

### Semifinal
| Nr | Lag        | Matcher | Vunna | Förlorade | Vinstprocent |
| -- | ---------- | ------- | ----- | --------- | ------------ |
| 1  | Skellefteå | 3       | 3     | 0         | 1.000        |
| 2  | Alby       | 3       | 0     | 3         | 0.000        |

| Nr | Lag        | Matcher | Vunna | Förlorade | Vinstprocent |
| -- | ---------- | ------- | ----- | --------- | ------------ |
| 1  | Leksand    | 4       | 3     | 1         | 0.750        |
| 2  | Sundbyberg | 4       | 1     | 3         | 0.250        |

### Final
| Nr | Lag        | Matcher | Vunna | Förlorade | Vinstprocent |
| -- | ---------- | ------- | ----- | --------- | ------------ |
| 1  | Skellefteå | 6       | 4     | 2         | 0.667        |
| 2  | Leksand    | 6       | 2     | 4         | 0.333        |

## Nedflyttningsserien
| Nr | Lag        | Matcher | Vunna | Förlorade | Vinstprocent |
| -- | ---------- | ------- | ----- | --------- | ------------ |
| 1  | Eskilstuna | 12      | 8     | 4         | 0.667        |
| 2  | Kungsängen | 12      | 7     | 5         | 0.583        |
| 3  | Gefle      | 12      | 5     | 7         | 0.417        |
| 4  | Nälsta     | 12      | 4     | 8         | 0.333        |

### Webbkällor
- Svenska Baseboll- och Softbollförbundet, Elitserien 1963-